# Elektronisches Gesundheitsberuferegister
Die Einführung eines elektronischen Gesundheitsberuferegisters (eGBR) soll künftig die Ausgabe von elektronischen Heilberufs- und Berufsausweisen (eHBA/eBA) an die Angehörigen von Gesundheitsfachberufen, Gesundheitshandwerkern und sonstigen Erbringern ärztlich verordneter Leistungen – den sogenannten nicht verkammerten Berufen – übernehmen. Deren elektronische Berufsausweise sind für den Zugriff auf Daten und Anwendungen der elektronischen Gesundheitskarte (eGK) erforderlich.

## Deutschland
Das eGBR wurde länderübergreifend auf Beschluss der deutschen Länder-Gesundheitsministerkonferenz festgelegt. Es ist in NRW bei der Bezirksregierung Münster angesiedelt.

### Zielsetzung
Die Ausgabe eines elektronischen Heilberufsausweises (eHBA) ist für Ärzte, Zahnärzte, Psychologische Psychotherapeuten und Apotheker vorgesehen, der analog zur elektronischen Gesundheitskarte einen Mikrochip enthält, der die Authentifizierung (elektronische Identitätsprüfung), Verschlüsselung und elektronische Signatur im Datenaustausch in der durch die Gematik geplanten Telematikinfrastruktur bieten soll. Werden die elektronischen Heilberufsausweise durch die Berufskammern (Ärztekammern, Zahnärztekammern, Apothekerkammern, Psychotherapeutenkammern, Pflegekammern) ausgegeben, übernimmt die Ausgabe des HBAs an die sonstigen Heil- und Hilfsberufe das eGBR. Zu seinen Aufgaben wird die sichere Identifizierung der Antragsteller für einen elektronischen Heilberufs- oder Berufsausweis (eHBA/eBA) und die Überprüfung der Berufserlaubnis/Berufsurkunde in Zusammenarbeit mit den zuständigen Berufsbehörden der Bundesländer gehören. Hierzu wurde mehrheitlich ein Konzept zur Bestimmung der zuständigen Stellen für die Herausgabe der elektronischen Heilberufs- und Berufsausweise gemäß § 291a Abs. 5a Nr. 1 und 2 SGB V beschlossen.

### Zielgruppen
Der elektronische Heilberufs- oder Berufsausweis soll in Deutschland an rund zwei Millionen Angehörige aus etwa 60 Gesundheits- und Pflegeberufen ausgegeben werden, beispielsweise an Gesundheits- und Krankenpfleger, Hebammen/Entbindungspfleger, Hörgeräteakustiker, Diätassistenten, Orthopädietechniker, medizinische Fachangestellte, zahnmedizinische Fachangestellte, siehe Gesundheitsfachberufe.

## Österreich
Rechtsgrundlage für die Einführung eines Gesundheitsberufe-Registers in Österreich ist das Gesundheitsberufe-Register-Gesetz. Es wurde in der im Juli 2013 im Parlament beschlossenen Form nicht eingeführt, da Niederösterreich und Salzburg ihre verfassungsrechtlich notwendige Zustimmung verweigert und ihr Veto eingelegt haben. Das Gesetz schaffe zwei Klassen von Gesundheitsberufen, weil es nur für Berufe im gehobenen medizinisch-technischen Dienst gelte. Ein weiterer Kritikpunkt betrifft den Datenschutz.
In einem zweiten Anlauf hat der Ministerrat am 16. Juni 2015 die Einrichtung eines Gesundheitsberufe-Registers beschlossen. Von dem Register umfasst werden sowohl die Berufsgruppe der Gesundheits- und Krankenpflege, als auch Angehörige der Medizinisch-Technischen-Dienste, wie Physiotherapeuten, Diätologen, Logopäden, Ergotherapeuten, biomedizinische Analytiker und Radiologie-Technologen. Analog zu anderen freiberuflichen Gesundheitsberufen wie Ärzte – diese sind allerdings in ihrer eigenen Kammer in der Standesliste registriert – werden Namenslisten samt Ausbildung geführt, die öffentlich und über Internet abrufbar sind.

## Schweiz
Die Schweizerische Konferenz der kantonalen Gesundheitsdirektorinnen und -direktoren (GDK) führt für die nicht-universitären Gesundheitsberufe ein aktives, personenbasiertes, nationales Register (NAREG) analog dem Medizinalberuferegister (MedReg) ein. Es wird das im Auftrag der GDK vom Schweizerischen Roten Kreuz (SRK) geführte passive, diplombezogene Register ablösen. Damit soll die bereits 2005 hierfür geschaffene Rechtsgrundlage (Art. 12ter der IKV, der Unterkantonalen Vereinbarung über die Anerkennung von Ausbildungsabschlüssen) umgesetzt werden. Auch das NAREG wird organisatorisch durch das Schweizerische Rote Kreuz durchgeführt.